# U-92 (1942)
U-92 — средняя немецкая подводная лодка типа VIIC времён Второй мировой войны.

## История
Заказ на постройку субмарины был отдан 25 января 1939 года. Лодка была заложена 25 ноября 1940 года на верфи Флендер-Верке, Любек, под строительным номером 296, спущена на воду 10 января 1942 года. Лодка вошла в строй 3 марта 1942 года под командованием оберлейтенанта Адольфа Ойлриха.

### Командиры
- 3 марта 1942 года — август 1943 года капитан-лейтенант Адольф Ойлрих
- август 1943 — 27 июня 1944 года капитан-лейтенант Хорст-Тило Queck
- 28 июня 1944 года — 12 октября 1944 года Вильгельм Брауэл

### Флотилии
- 3 марта 1942 года — 31 августа 1942 года — 5-я флотилия (учебная)
- 1 сентября 1942 года — 12 октября 1944 года — 9-я флотилия

### История службы
Лодка совершила 9 боевых походов. Потопила 2 судна суммарным водоизмещением 17 612 брт, повредила одно судно водоизмещением 9 348 брт, один военный корабль водоизмещением 1 625 тонн после повреждений не восстанавливался.
Эта лодка была оснащена шноркелем.
4 октября 1944 года в Бергене, Норвегия, лодка была повреждена британскими авиабомбами. 12 октября выведена из состава боевых кораблей, разделана на металл в 1944/45 годах.

### Волчьи стаи
U-92 входила в состав следующих «волчьих стай»:
- Vorwдrts 27 августа 1942 года — 23 сентября 1942
- Natter 1 ноября 1942 года — 8 ноября 1942
- Westwall 25 ноября 1942 года — 25 декабря 1942
- Knappen 18 февраля 1943 года — 26 февраля 1943
- Specht 27 апреля 1943 года — 4 мая 1943
- Trutz 1 июня 1943 года — 16 июня 1943

### Атаки на лодку
14 апреля 1943 года в Бискайском заливе лодка была атакована четырьмя бомбами с британского самолёта и получила лёгкие повреждения.